# Матушевич, Тадеуш
Тадеуш (Фаддей) Викторин Матушевич (ок. 1765, Рясно, Берестейский повет, ВКЛ — 31 октября 1819, Болонья, Италия) — государственный деятель Великого княжества Литовского и Королевства Польского, оратор, публицист, переводчик, поэт и театральный критик. Посол (депутат) Четырехлетнего сейма, член Временного центрального военного правительства Обеих Галиций (1809), министр финансов Герцогства Варшавского (1810—1813), член Генеральной конфедерации Королевства Польского (1812), министр финансов Царства Польского (1815—1817), член Временного правительства Царства Польского (1815).

## Происхождение
Представитель шляхетской рода Матушевичей герба «Лебедь». Сын каштеляна берестейского Мартина Матушевича (1714—1773) и Анны Немирович-Щит (ок. 1730—1786).

## Биография
Родился в 1765 году в селе Рясно в Берестейском повете. Учился в Коллегиуме Станислава Конарского в Варшаве. Рано начал политическую деятельность как сторонник партии Чарторыйских (Фамилия).
1784 год — избирается послом (депутатом) Берестейского повета на Гродненский сейм.
1786 год — депутат Трибунала Великого княжества Литовского
1788—1792 годы — посол от Берестейского повета на Четырехлетний сейм. Избирался членом депутации иностранных дел (20 декабря 1788). В ходе дискуссии о местах в 1789 году выступал за проведение реформ и придания им больших прав. Участвовал в последней фазе подготовки новой польской конституции, принятой 3 мая 1791 года. На заседании сейма 3 мая от имени депутации иностранных дел представил доклад о международной обстановке, где заявил о опасности для Речи Посполитой со стороны соседних государств. Был одним из редакторов «Газеты Национальной и Иностранной» (по польски: Gazeta Narodowa i Obca), членом Общества Друзей Конституции 3 мая.
1794 год — участвовал в восстании под руководством Тадеуша Костюшко. Входил в состав Высшего Национального Совета, был руководителем отдела потребностей армии.
После подавления восстания некоторое время проживал в Белоруссии, затем перебрался в Польшу. Занимался литературной деятельностью. Как друг Чарторыйских помогал в делах опекунства ордината несвижского Доминика Радзвилла.
1809 год — входил в состав Центральной Рады Галиции
30 сентября 1810 года — назначен министром скарба (казны) Великого герцогства Варшавского
1812 год — во время вторжения Наполеона в Россию Тадеуш Матушевич был одним из инициаторов создания Генеральной конфедерации Королевства Польского.
1815 год — участвовал в подготовке конституции Царства Польского.

## Семья и дети

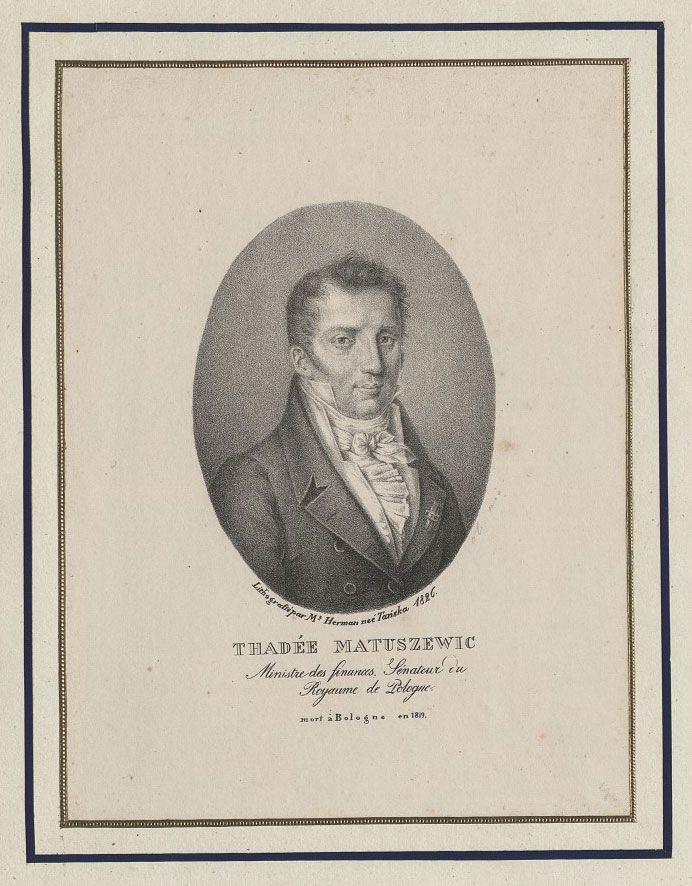
Тадеуш Матушевич. Художник М. Герман, 1826

8 ноября 1790 года женился на Марианне Фелиции Пржебендовской (25 января 1765 — 18 сентября 1799), дочери воеводы поморского Игнацы Францишека Ксаверий Пржебендовского (1731—1791) и Фелиции Щенсной Велёпольской. Супруги имели трех детей:
- София (1796—1822), жена с 1819 года генерала графа Людвика Кицкого (1791—1831)
- Адам (род. 1800)
- Северин (род. 1800)

## Членство и награды
Был членом Товарищества Друзей Наук.
Рыцарь Мальтийского ордена (1804), офицер Ордена Почётного Легиона (1809). В 1812 году был награждён Орденом Святого Станислава и Орденом Белого орла.

## Переводы
- Jacques Delille: O imaginacji, (prawdopodobnie całość przetłumaczona); fragm. «Dziennik Wileński» 1805; «Pamiętnik Warszawski» t. 1 (1815), s. 75, 150; t. 2, s. 92, 323
- Tomasz a Kempis: O naśladowaniu Chrystusa ksiąg IV, tłum. 1818, wyd. Warszawa 1820, N. Glueksberg; (wiele wydań — również w Polskiej Bibliotece Internetowej): Warszawa 1824; Lwów 1833; Kraków 1841; Wilno 1841; Leszno 1845; Leszno 1855; Petersburg 1862; Poznań 1865; Lipsk 1866; Wrocław 1870 (2 wydania); Wilno 1874; wyd.4 Toruń 1874; Toruń 1894
- Q. F. Horatius: O spoczynek błaga Bogi, «Przegląd Naukowy» 1842 t. 1
- Jacques Delille: Do wdzięczności, «Przegląd Naukowy» 1842
- P. M. Vergilius: Eneida, Księga IX, fragmenty: Eurialus i Nisus, (inform. K. Koźmian, powtarza J. Birkenmajer).

## Письма и материалы
- Do Stanisława Augusta 3 listy, rękopis: Biblioteka Czartoryskich, sygn. 734
- Do J. Kruszyńskiego z roku 1807, ogł. K. W. Wójcicki: Cmentarz Powązkowski pod Warszawą t. 1, Warszawa 1855, s. 119
- Korespondencja dyplomatyczna z lat 1809—1813, rękopisy: Arch. du Ministère des Affaires Étrangères w Paryżu (Pologne sygn. 328—333, Saxe sygn. 83); Hauptstaatsarchiv w Dreźnie i in.; fragm. cytuje M. Handelsman w: Instrukcje i depesze rezydentów francuskich w Warszawie. 1807—1813 t. 1-2, Kraków 1914, «Źródła do Dziejów Polski Porozbiorowych» nr 7
- Do K. Koźmiana 7 listów z lat 1814—1816 i bez daty; rękopis: Biblioteka PAN Kraków, sygn. 2031, t. 1-3; list z 6 kwietnia 1814 ogł. A. E. Koźmian w: Wspomnienia moje t. 1, Poznań 1867
- Do J. Wybickiego, fragm. 2 listów z roku 1814 ogł. A. M. Skałkowski w: Archiwum Wybickiego t. 2, Gdańsk 1950
- Zbiór listów, rękopis: Biblioteka PAN Kraków, sygn. 15, 209 (tu m.in. listy do H. Kołłątaja)
- Do G. E. Grodka, rękopis: Biblioteka Jagiellońska, sygn. 3097
- Do Aleksandra Potockiego, rękopis: Archiwum Główne Akt Dawnych (Archiwum Wilanowskie, sygn. 287)
- Do S. K. Potockiego, rękopis: Archiwum Główne Akt Dawnych (Archiwum Wilanowskie, sygn. 268)
- Od J. U. Niemcewicza z roku 1802, «Nowy Pamiętnik Warszawski» t. 3 (1802); fragmenty przedr. J. W. Gomulicki, «Nowe Książki» 1959, nr 15.